# ادمون بيرنهارت
ادمون بيرنهارت (بالألمانية: Edmond Bernhardt)‏ هو رياضي خماسي نمساوي، ولد في 20 أبريل 1885 في فيينا في النمسا، وتوفي في 1976 في لندن في المملكة المتحدة.

## وصلات خارجية
- ادمون بيرنهارت على موقع اللجنة الأولمبية الدولية (الإنجليزية)
- ادمون بيرنهارت على موقع أوليمبيديا (الإنجليزية)